# Hügelgrab Gresse

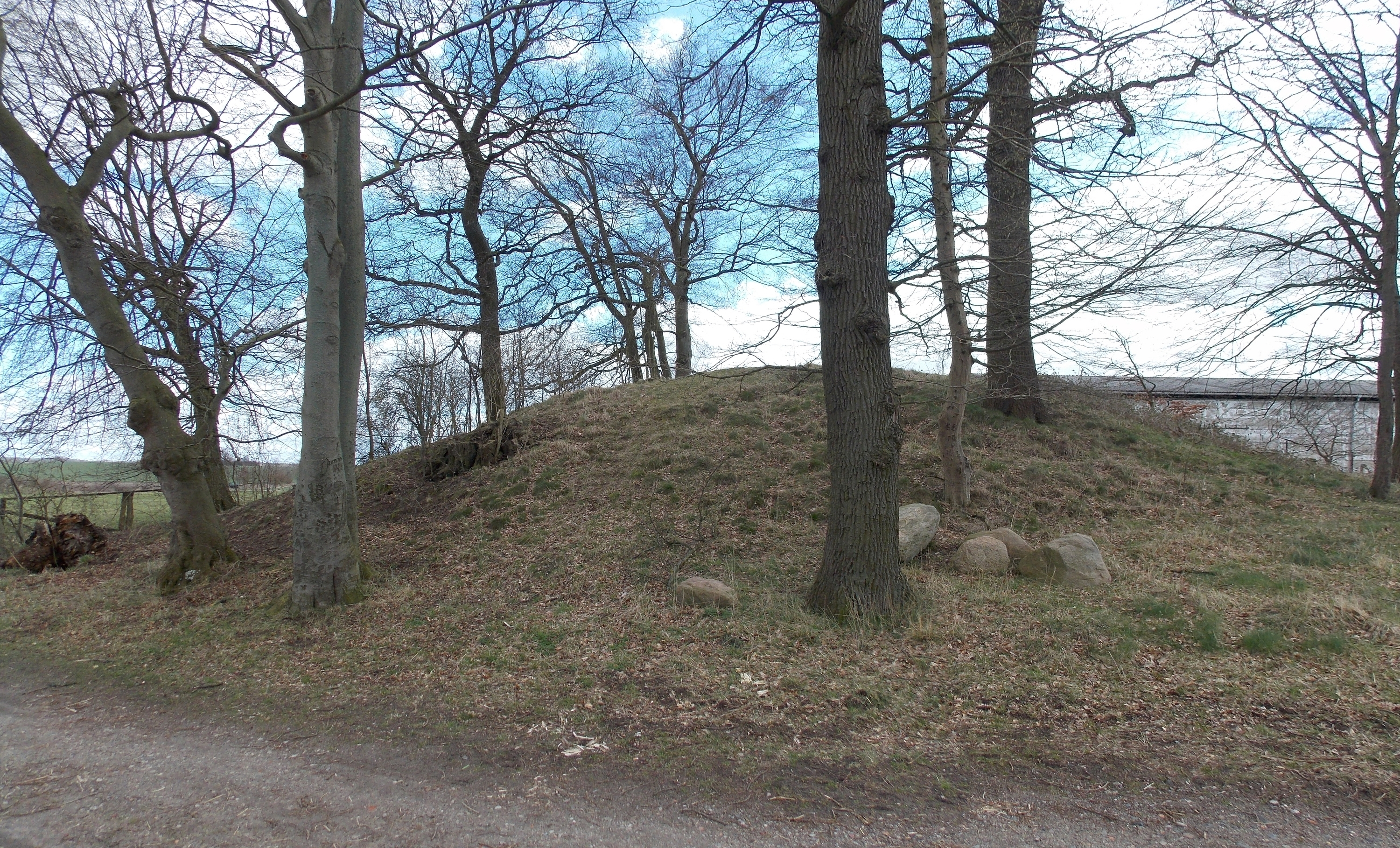
Hügelgrab Gresse

Das Hügelgrab Gresse ist ein Hügelgrab in Gresse in Mecklenburg-Vorpommern. Es stellt sich als ein mit Bäumen bewachsener Erdhügel dar, dessen Durchmesser 25 Meter beträgt und sich ungefähr 4 Meter in der Höhe erhebt. Heute wird die von Menschenhand geschaffene Erhebung auch als Finkenberg bezeichnet. Das Hügelgrab stammt mit hoher Wahrscheinlichkeit aus der Jungsteinzeit, in der Übergangsphase zur Bronzezeit.

## Beschreibung

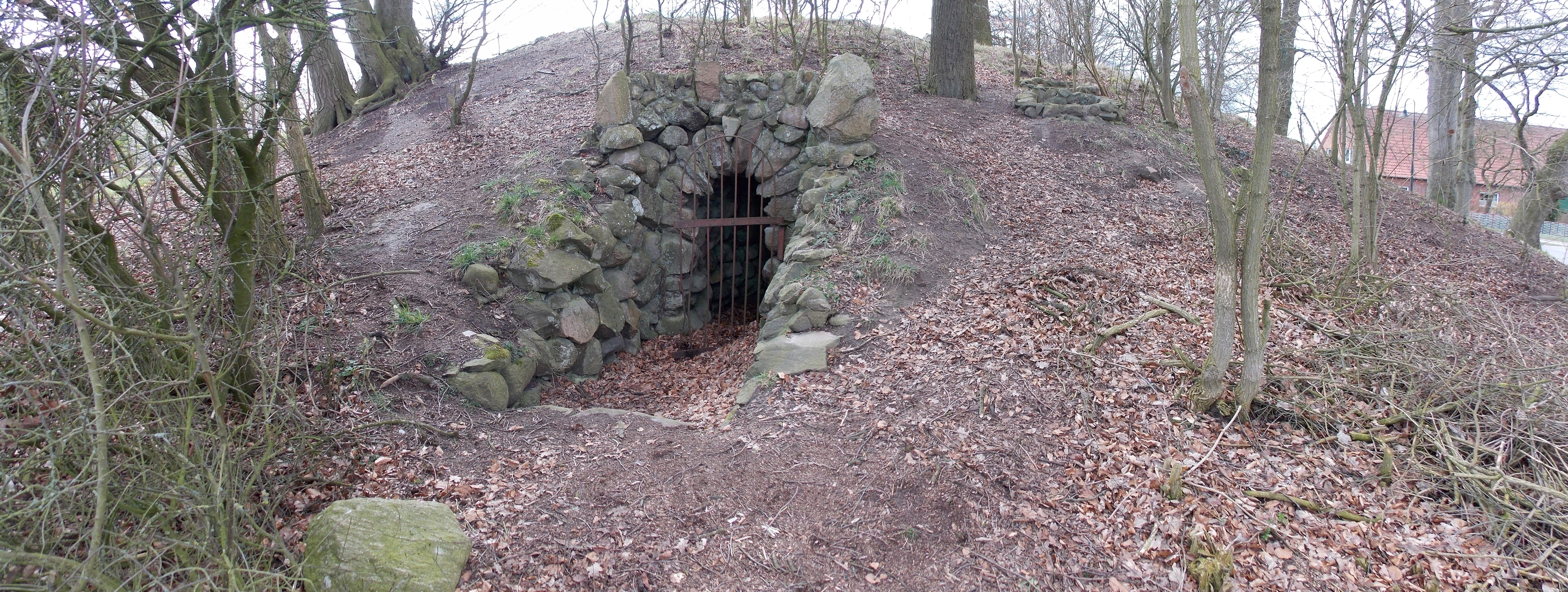
Künstlich angelegter Zugang

Im Frühjahr 1899 ließ der Gresser Gutsherr Albertus von Ohlendorf den Grabhügel von der Nordseite ausgehend angraben. Im Inneren fanden die Ausgräber eine Grabkammer, die die Form eines unregelmäßigen vierseitigen Raumes mit gerundeten Ecken hatte. Seine Maße betragen vier Meter im Durchmesser und zwei Meter in der Höhe. Die Wände der Grabkammer bestehen aus kleinen waagerecht geschichteten Steinen. Die Raumdecke wurde mit denselben Steinen überwölbt. In der Grabkammer fand sich in einem Bereich eine Brandschicht, von einem Meter Länge und mehreren Zentimeter Stärke. Die Bestattung wurde an der Westwand der Grabkammer vollzogen. Dort wurden neben Überresten eines Leichnams auch steinzeitliche Werkzeuge gefunden.
Bei der Untersuchung des Hügelgrabs errichteten die Ausgräber einen aus Feldstein gemauerten Gang, der ins Innere des Hügels führt und auch heute begehbar ist. Albertus von Ohlendorff ließ die Grabkammer und den Gang zudem mit Oberlichtern versehen, so das Tageslicht in die Kammer fallen kann. Oberlichter und Zugang sind mit schmiedeeisernen Gittern gesichert.

## Fundübersicht

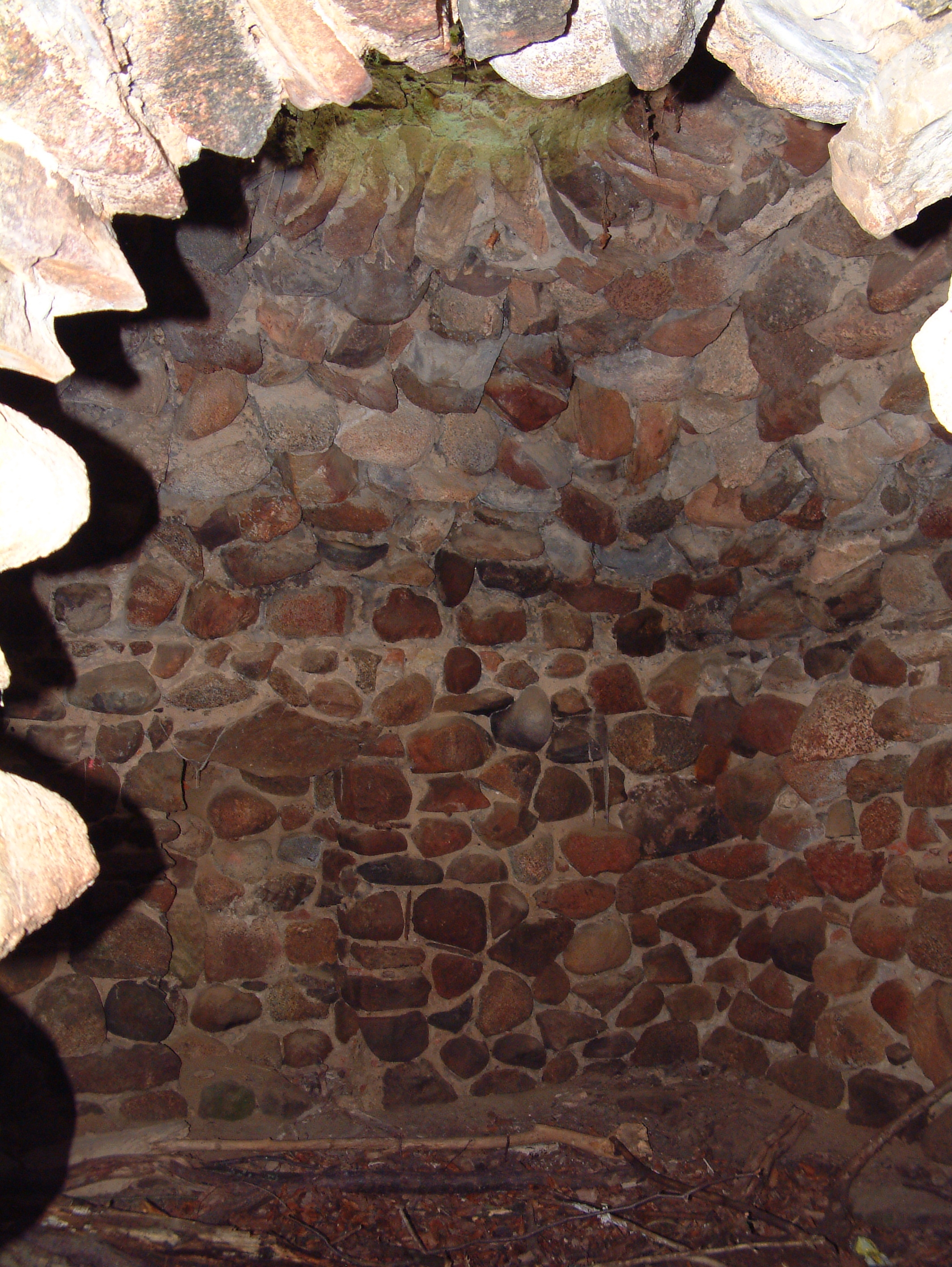
Blick in die Grabkammer

| Anzahl | Angaben zum Fund                                                          |
| ------ | ------------------------------------------------------------------------- |
| ?      | unverbrannte sterbliche Überreste                                         |
| 1      | Axt, aus Gneis gefertigt, 19 cm lang, 4 cm hoch                           |
| 1      | Axt, Material Diorit, 13 cm lang, 5 cm hoch                               |
| 1      | Arbeitskeil aus Feuerstein, 12 cm lang                                    |
| 1      | Hohlteil aus Feuerstein, 11 cm lang                                       |
| 1      | Keil „mit geschweifter Schneide“ aus Feuerstein, 11 cm lang               |
| 1      | flacher, unregelmäßig geformter Keil oder Axt aus schieferartigen Gestein |
| 1      | Dolch aus Feuerstein, aufwendig gearbeitet, Länge 14,5 cm                 |